# شام من با هروه

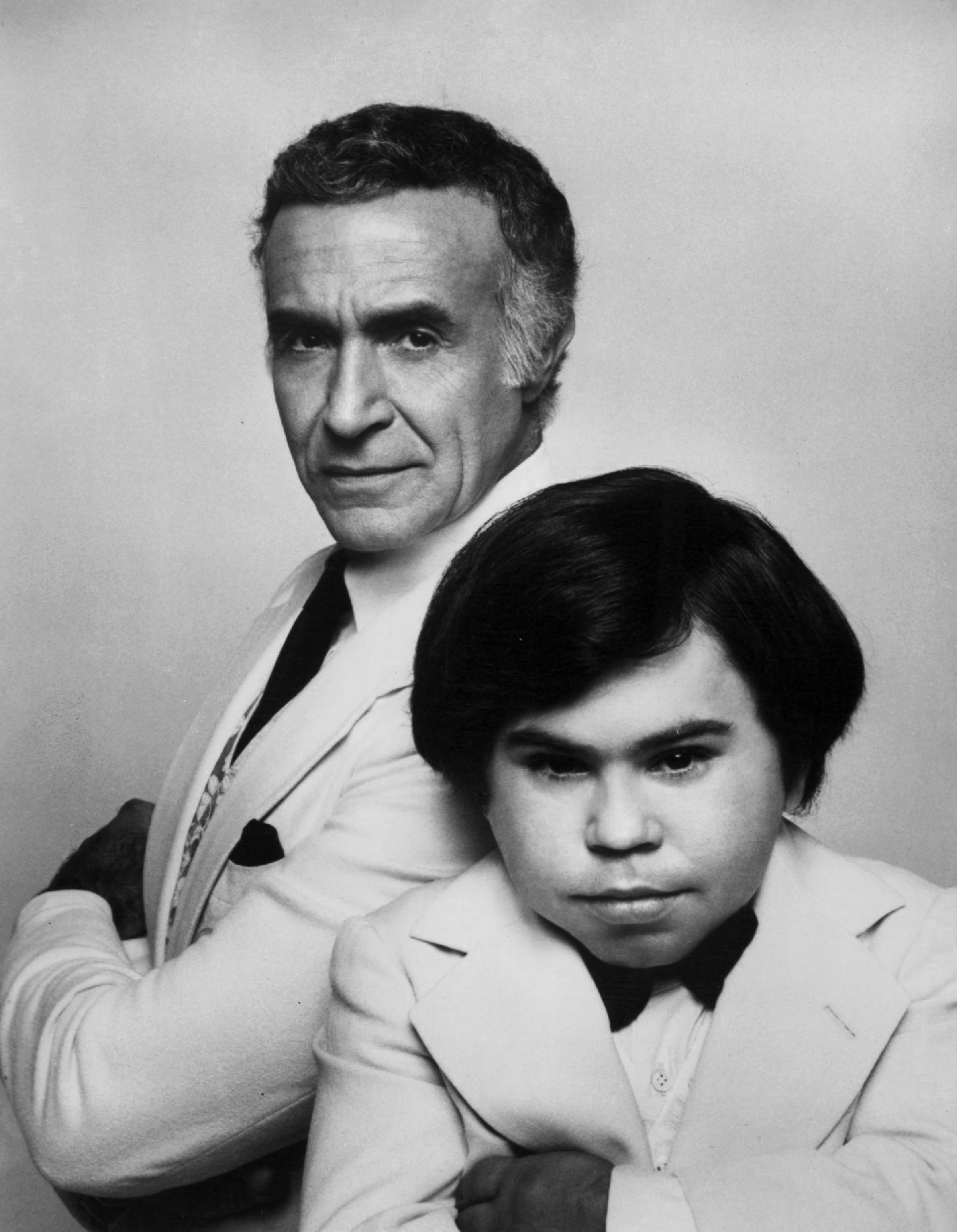
فیلم شام من با هروه

شام من با هروه (به انگلیسی: My Dinner with Hervé) یک فیلم درام آمریکایی و با کارگردانی ساشا گرواسی است که داستان آخرین روزهای زندگی هروه ویلشز را به تصویر می‌کشد. در این فیلم، پیتر دینکلیج در نقش ویلشز، جیمی درنان در نقش یک روزنامه‌نگار مشکل‌دار و اندی گارسیا در نقش همکار ویلشز (ریکاردو مونتالبان) حضور دارند. فیلم در ۲۰ اکتبر ۲۰۱۸ در شبکه اچ بی او پخش شد و نظرات مثبتی از سوی منتقدان دریافت کرد و اجرای دینکلیج و درنان تحسین شد.

## بازیگران
- پیتر دینکلیج در نقش هروه ویلشز
- جیمی درنان در دنی تیت
- اندی گارسیا در نقش ریکاردو مونتالبان
- میری انوس در نقش کتی سلف
- اونا چاپلین در نقش کیتی
- هریت والتر در نقش بسکین
- دیوید استرترن در نقش مارتی راستین
- دنیل میز در نقش کیسی
- الکس گاموند در نقش اندره ویلشز
- فلیسیته دوژو در نقش اولین ویلشز
- والاک لنگام در نقش ارون اسپلینگ
- مارک پووینلی در نقش بیلی بارتی
- هلنا متسون در نقش بریت اکلند
- الن راک در نقش استو چیمبرز
- مایکل الوین در نقش گور ویدال
- اشلی بروئر در نقش کمیل هیگن
- مارک امبرز در نقش راجر مور
- رابرت کرتیس براون در نقش مرو گریفین